# نفيس الكرماني
نفيس الكرماني (توفي 842 هـ / 1438 م) هو عالم بالطب ، كان طبيب السلطان أولغ بك.
هو برهان الدين نفيس بن عوض بن حكيم الكرماني. أخذ علومه في كرمان ثم انتقل منها إلى سمرقند. من آثاره «شرح كليات قانون ابن سينا» أو «شرح الكليات في القانون في الطب» و «شرح الأمراض الجزئية من كتاب الفصول لأبقراط» و «شرح موجز القانون لابن النفيس» أو «النفيسي شرح موجز في الطب» أو «كليات شرح الموجز» ، انتهى من كتابته سنة 841 هـ في سمرقند.